# 도슨트
도슨트(Docent)는 박물관이나 미술관 등에서 관람객들에게 전시물을 설명하는 안내인을 말한다.
도슨트(docent)는 '가르치다' 라는 뜻의 라틴어 'docere'에서 유래한 용어로, 소정의 지식을 갖춘 안내인을 말한다. 1845년 영국에서 처음 생긴 뒤, 1907년 미국에 이어 세계 각국으로 확산된 제도이다. 일정한 교육을 받고 박물관·미술관 등에서 일반 관람객들을 안내하면서 전시물 및 작가 등에 대한 설명을 제공함으로써 전시물에 대한 이해를 돕도록 하는 데 목적이 있다. 한국에는 1995년 도입되었다.
일종의 전문 안내인으로, 미술에 대한 지식이나 안목을 바탕으로 자신들이 익힌 지식을 다른 사람들에게 알린다. 도슨트가 되기 위해서는 문화재나 미술에 대한 애정과 일정한 수준의 전문 지식이 있어야 하며, 소정의 교육과정을 마쳐야 한다.

## 동유럽
리투아니아, 불가리아에서 도슨트는 독일어 사용 국가들의 부교수(Associate professor)에 해당한다.
옛 유고슬라비아에서 분리독립한 국가들에서는 도슨트가 조교수(assistant professor)에 해당한다.

## 벨기에
벨기에서 도슨트는 4가지 교수 직위의 첫 직급이다. 도슨트, 수석 도슨트, 교수, 수석 교수의 4가지 직급이 있다.

## 터키
터키의 대학에서 도슨트는 부교수(Associate professor)와 동급이다. 조교수(assistant professor)와 정교수(professor) 사이의 직급이다.

## 같이 보기
- 사강사(영어판) - 독일 대학에서, 대학측이 아니라 학생들에게서 직접 강사료를 받고 강의하는 교수 직위이다.
- 박물관 도슨트(영어판)